# Sociologie militaire
 (février 2022).

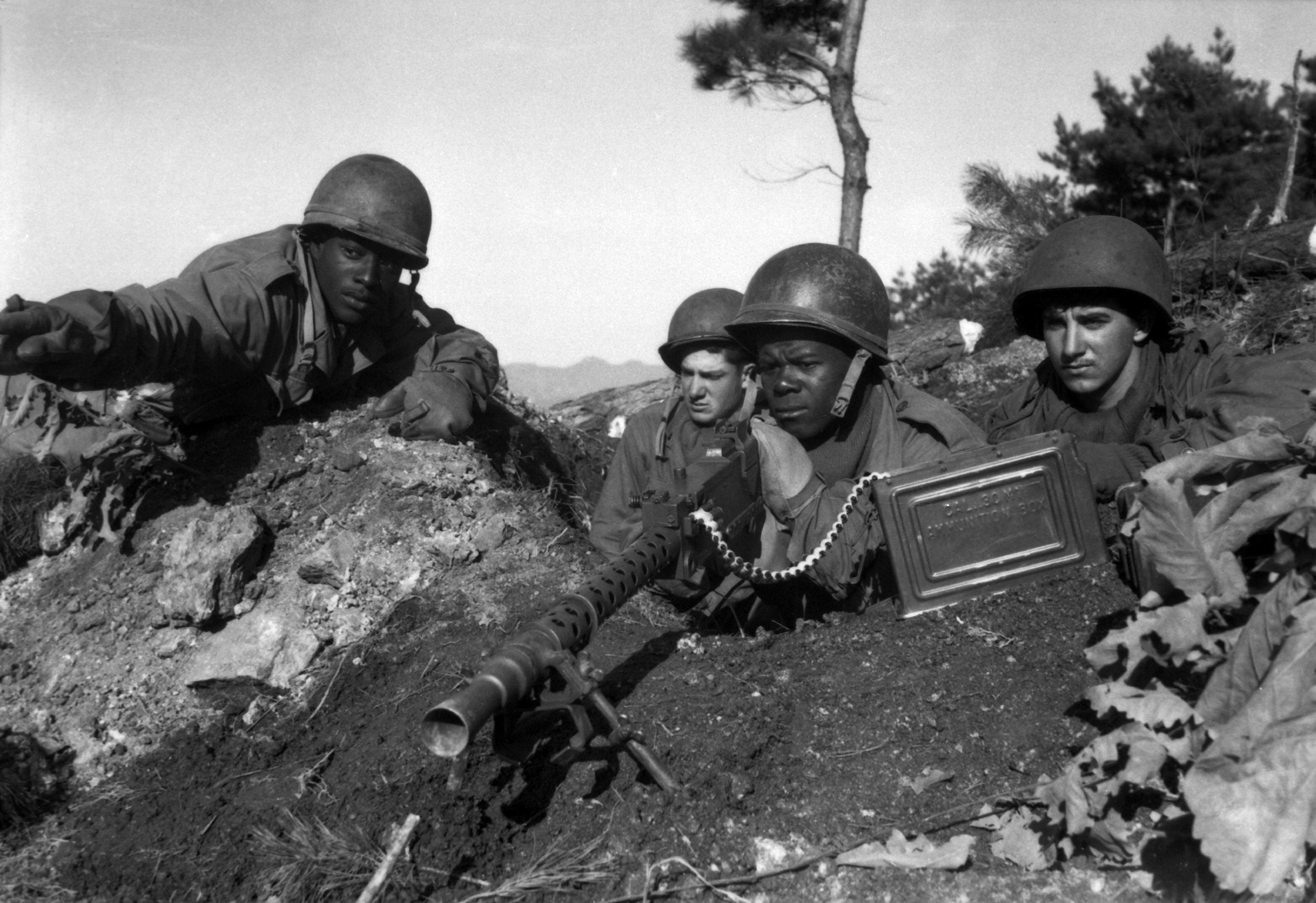
Soldat américain Warkorea

La sociologie militaire est la branche (ou sous-discipline) de la sociologie qui étudie le comportement des agents au sein de l'institution militaire.
La sociologie militaire est une discipline récente qui peine à se constituer, encore aujourd’hui de manière autonome
Elle recouvre en effet de nombreuses disciplines comme la science politique, l’économie, le droit, voire l’anthropologie.

## L'histoire de la sociologie militaire en France et en Allemagne
Sa naissance et son institutionnalisation sont très tardives, alors que l’histoire militaire fait depuis longtemps partie du paysage scientifique. Les historiens sont les premiers à contribuer à une approche de type sociologique de l’institution militaire à l’instar de Boutaric en 1863 et de Babeau en 1890 qui s’imposent comme les pionniers de l’approche socio-historique. C’est d’abord la socio-psychologie militaire qui se développe dès le début du XXe siècle en réaction à des phénomènes nouveaux tels que le déploiement des armées de masse et la guerre totale, qu’il faut expliquer. Les premières études réalisées dans le domaine militaire, sont le fait de jeunes chercheurs américains qui participent à l’élaboration de tests visant à améliorer les conditions de recrutement et à des études sur la motivation au combat ou le moral.
En France, malgré quelques travaux de pères fondateurs comme Tocqueville ou Durkheim qui lui donne son importance dans les processus de construction sociale et historique, le facteur militaire reste traité de façon instrumentale voire marginale. Pendant longtemps, seules les questions liées à la stratégie ou aux conflits vont être privilégiées par le champ académique au détriment de celles qui concernent les institutions militaires, au titre d’organisations et de professions. Cela s’applique surtout à la France, car aux États-Unis on assiste au développement d’un champ plus dynamique, notamment grâce à des ouvrages fondateurs comme celui de Janowitz, qui fait figure de pionnier de la sociologie militaire américaine. Au milieu des années 1960 on assiste aux États-Unis à la création du principal organe international de la sociologie militaire : l’Armed force and society, dont l’approche est beaucoup plus axée sur la socio-psychologie, à l’instar de la sociologie militaire allemande. En France, jusque dans les années 1960, la chose militaire n’a pas de légitimité académique et ne constitue pas un thème « académiquement correct ». Jusqu’à cette époque, les rares publications sur le sujet sont le fait de journalistes, d'écrivains et d’hommes politiques. 
De même, en Allemagne, après la Seconde Guerre Mondiale, les sciences sociales ne se consacrent qu’avec hésitation à l’étude du fait militaire, qui ne parvient pas à s’imposer dans le champ académique et ce, pour de nombreuses raisons. Parmi elles, on trouve l’étiquetage hâtif de « militariste, opportuniste ou apologiste du militaire » attribué pendant longtemps aux recherches intensives et qui trouve sa résonance dans l’antimilitarisme du milieu intellectuel. On retrouve une hostilité du même type chez les intellectuels français, en particulier de gauche, encouragée par la réaction méfiante de l’institution militaire à toute intrusion extérieure, ne favorisant donc pas la recherche. Michel Louis Martin explique cet environnement hostile par le fait que les paradigmes structurant les sciences sociales ont été conçus dans la seconde moitié du XIXe, dans un contexte de « paix de cent ans » où le rôle de la violence armée et la fonction militaire étaient en déclin. S’ajoute à cela les conceptions évolutionnistes de cette époque qui prônent le rejet de la violence armée comme moyen de régulation des relations interétatiques, au bénéfice du commerce. Des événements tels que l’affaire Dreyfus, la Première Guerre mondiale, la Drôle de guerre, le régime de Vichy ou les conflits coloniaux, nourrissent un préjugé antimilitariste au sein de l’opinion publique française. Même si les périodes de conflit et les crises internationales entraînent un regain d’intérêt pour les affaires militaires, les études continuent de concerner presque quasi exclusivement les questions stratégiques. Cependant, après le putsch d’Alger en 1961 qui marque l’apogée de relations civiles-militaires douloureuses en France, un débat s’instaure et les universitaires s’engagent dans des efforts d’analyse. Au début des années 1960, des revues comme La Nef, Esprit ou encore La Revue française de sciences politiques, ouvrent leurs pages à des articles sur l’institution militaire, et surtout aux travaux d’universitaires étrangers.
Mais la sociologie militaire française souffre de plusieurs maux, notamment l’absence d’œuvres fondatrices, d’associations professionnelles ou savantes, de réunions scientifiques, qui fait que la visibilité des spécialistes universitaires français reste faible. Jusqu’au début des années 1970, les études militaires sont dominées par des non-universitaires qui sont à l’origine d’écrits ou de travaux privés d’unité conceptuelle. De plus, selon Pajon, « les recherches de sociologie du militaire sont parfois frappées d’une forme d’insularité théorique » qui sont à la fois la cause et le résultat du développement de ses propres concepts difficilement transmissibles à d’autres disciplines.
Dans la seconde moitié des années 1960, les sciences sociales commencent à évoluer. Sans renoncer à une tradition de théorisation toujours bien ancrée, elles s’ouvrent à des approches des questions sociales plus réalistes et axiologiquement plus neutres. Parallèlement, les a priori à l’égard des questions de défense et des thématiques militaires et le préjugé antimilitariste des intellectuels s’estompent, encouragés par le phénomène de sécularisation qui commence à affecter l’armée, atténuant ainsi ses particularismes organisationnels et professionnels les plus saillant. « L’armée devient une entité sociale moins périphérique, plus intégrée à la société et donc une thématique susceptibles de relever plus normalement des appareils explicatifs des sciences sociales.» L’action de l’État encourage de plus un mouvement de convergence entre l’armée et la société, qui suscite un intérêt nouveau pour les sciences sociales au sein de l’institution militaire qui y recherche des solutions aux problèmes liés à sa modernisation et un moyen de favoriser son efficience organisationnelle. L’armée signe alors plusieurs contrats avec des organes de recherche civils comme le Centre de sociologie de la Défense nationale ou l’Observatoire social de la défense. Le nombre de centre de recherche sur les questions militaires augmente rapidement, encouragé par l’action dynamique de l’État. Ces questions sont également inscrites dans le cursus universitaire et incorporées aux enseignements de 2e et 3e cycle. Le groupe français de sociologie militaire se fait plus visible, notamment par l’organisation de colloques et la production d’enquêtes.
À la fin des années 1980, la recherche française en matière de sociologie militaire se signale par un corpus relativement abondant qui est le fait d’universitaires autant que de militaires. Mais cette production, qui contient des œuvres remarquables, ne s’inscrit jamais dans un « ensemble cohérent susceptible de donner son unité conceptuelle et méthodologique au champ de la sociologie militaire » . De plus, le gros de la recherche est en Français et sur le cas français, ce qui empêche une réelle visibilité de la contribution française dans ce domaine. Le statut académique de la discipline reste donc assez précaire et très peu reconnu. Ainsi, les enseignements en sociologie militaire restent confinés au programme de 3e cycle et de façon optionnelle. Le nombre d’ouvrages commence à nettement diminuer, en partie parce que les militaires ont moins besoin des consultations extérieures civiles. D’autre part, les changements qui interviennent au niveau international, avec la fin de la bipolarité et la complète reconfiguration du système mondial qui s’ensuit, réorientent la recherche en priorité vers les questions internationales. Depuis les années 1990, en France, la recherche en matière de sociologie militaire en France se caractérise donc par sa stagnation et son caractère répétitif. Cependant, la possibilité d’un retour à des postures plus dynamiques n’est pas exclue, notamment au regard de la richesse des transformations actuelles du monde en matière de relations civiles-militaires et des nouvelles thématiques s’ouvrent à la recherche, notamment au niveau de l’européanisation de la défense.

La sociologie militaire allemande connaît déjà ce type de dynamiques, grâce aux changements qui ont affecté l’armée depuis quelques années, notamment les missions multinationales et l’ouverture aux femmes. À l’instar de ce qui s’est passé en France dans les années 1960, les responsables militaires sont demandeurs d’un accompagnement sociologique pour appréhender ces mutations. En 2004, à Potsdam, s’est ouvert un cycle d’étude en sociologie militaire, chose impensable il y a seulement quelques années.

### Revues
- Armed Forces & Society
- The Journal of Political and Military Sociology
- Res Militaris (revue bilingue en ligne) : http://resmilitaris.net

### Documents gouvernementaux
- Rapport d’information déposé en application de l’article 145 du Règlement, par La Commission de la défense nationale et des forces armées, sur les actions destinées à renforcer le lien entre la Nation et son Armée, présenté par les députés Bernard Grasset et Charles Cova, 22 juin 2000
- Loi adoptée par le Parlement le 15 mars 2005 portant sur le statut général des militaires

### Carnet de recherche
- Sociologies militaires http://sociomili.hypotheses.org